# Hilbert-C*-Modul
Hilbert-C*-Moduln werden im mathematischen Teilgebiet der Funktionalanalysis betrachtet. Sie spielen eine wichtige Rolle im Aufbau der KK-Theorie, die Elemente der dort auftretenden Gruppen sind solche Moduln mit einer gewissen Zusatzstruktur. Hilbert-C*-Moduln sind in Analogie zu Hilberträumen definiert, wobei das innere Produkt Werte in einer C*-Algebra annimmt. Sie wurden 1953 von Irving Kaplansky für den Fall kommutativer C*-Algebren eingeführt und 1973 von William Paschke für den allgemeinen Fall.

## Definition
Es sei {\displaystyle B} eine C*-Algebra. Ein Prä-Hilbert-{\displaystyle B}-Modul ist ein Rechts-B-Modul {\displaystyle E} zusammen mit einer Abbildung {\displaystyle \langle \cdot ,\cdot \rangle :E\times E\rightarrow B}, so dass
1. {\displaystyle \langle \cdot ,\cdot \rangle } ist sesquilinear (konjugiert linear in der ersten Variablen)
2. {\displaystyle \langle x,yb\rangle =\langle x,y\rangle b} für alle {\displaystyle x,y\in E,b\in B}
3. {\displaystyle \langle x,y\rangle ^{*}=\langle y,x\rangle } für alle {\displaystyle x,y\in E}
4. {\displaystyle \langle x,x\rangle \geq 0} für alle {\displaystyle x\in E}, wobei {\displaystyle \geq } die durch die positiven Elemente definierte Ordnung auf {\displaystyle B} sei.
5. {\displaystyle \langle x,x\rangle =0\Leftrightarrow x=0} für alle {\displaystyle x\in E}.

Die offenbare Analogie zur Definition eines Hilbertraums lässt sich weiter ausbauen. Man zeigt die Cauchy-Schwarzsche Ungleichung
{\displaystyle \|\langle x,y\rangle \|\leq \|\langle x,x\rangle \|^{1/2}\|\langle y,y\rangle \|^{1/2}} für alle {\displaystyle x,y\in E} (ohne Verwendung der fünften Bedingung)
und erhält so eine Halbnorm
{\displaystyle \|x\|:=\|\langle x,x\rangle \|^{1/2}}
auf {\displaystyle E}, die wegen der 5. Bedingung sogar eine Norm ist. Ist der Prä-Hilbert-{\displaystyle B}-Modul bezüglich dieser Norm vollständig, so nennt man ihn einen Hilbert-{\displaystyle B}-Modul.
Der wesentliche Unterschied zu Hilberträumen besteht darin, dass man keinen Projektionssatz beweisen kann, das heißt, es gibt Unter-Hilbert-{\displaystyle B}-Moduln, die nicht stetig projizierbar sind.

## Beispiele
- Eine C*-Algebra {\displaystyle B} ist mit der Definition {\displaystyle \langle x,y\rangle :=x^{*}y} ein Hilbert-{\displaystyle B}-Modul. Dessen Unter-Hilbert-B-Moduln sind die abgeschlossenen Rechtsideale. {\displaystyle B} ist als Hilbert-{\displaystyle B}-Modul genau dann abzählbar erzeugt, das heißt, es gibt eine abzählbare Teilmenge, so dass {\displaystyle B} der kleinste diese Menge umfassende Untermodul ist, wenn {\displaystyle B} σ-unital ist.
- Ein Hilbertraum ist ein Hilbert-{\displaystyle \mathbb {C} }-Modul.
- Für eine C*-Algebra {\displaystyle B} sei {\displaystyle H_{B}} der Raum aller Folgen {\displaystyle (b_{n})_{n}\in B^{\mathbb {N} }}, für die {\displaystyle \textstyle \sum _{n\in \mathbb {N} }b_{n}^{*}b_{n}\in B} konvergiert. Mit der Definition {\displaystyle \textstyle \langle (a_{n})_{n},(b_{n})_{n}\rangle :=\sum _{n\in \mathbb {N} }a_{n}^{*}b_{n}} wird {\displaystyle H_{B}} zu einem Hilbert-{\displaystyle B}-Modul. Offenbar ist {\displaystyle H_{\mathbb {C} }=\ell ^{2}} der separable Folgenraum der quadratsummieren Folgen.

## Konstruktionen

### Direkte Summen
Direkte Summen {\displaystyle E_{1}\oplus \ldots \oplus E_{n}} von Hilbert-{\displaystyle B}-Moduln sind mit der Definition {\displaystyle \textstyle \langle (x_{i})_{i},(y_{i})_{i}\rangle :=\sum _{i=1}^{n}\langle x_{i},y_{i}\rangle } offenbar wieder Hilbert-{\displaystyle B}-Moduln.

### Algebren von Operatoren
Für zwei Hilbert-{\displaystyle B}-Moduln {\displaystyle E} und {\displaystyle F} sei {\displaystyle L_{B}(E,F)} die Menge aller Operatoren {\displaystyle T:E\rightarrow F}, für die es einen Operator {\displaystyle T^{*}:F\rightarrow E} gibt, so dass {\displaystyle \langle Tx,y\rangle _{F}=\langle x,T^{*}y\rangle _{E}} gilt für alle {\displaystyle x\in E} und {\displaystyle y\in F}. Man zeigt, dass solche Operatoren {\displaystyle B}-linear sind und einen abgeschlossenen Unterraum der stetigen, linearen Operatoren {\displaystyle E\rightarrow F} bilden. {\displaystyle L_{B}(E):=L_{B}(E,E)} ist mit der Operatornorm und der Involution {\displaystyle T\mapsto T^{*}} eine C*-Algebra. Im Spezialfall {\displaystyle E=B} ist {\displaystyle L_{B}(B)=M(B)} isomorph zur Multiplikatorenalgebra von {\displaystyle B}.
Gewisse Operatoren aus {\displaystyle L_{B}(E,F)} lassen sich wie folgt in Analogie zu den eindimensionalen Operatoren auf Hilberträumen definieren. Sind {\displaystyle x\in F} und {\displaystyle y\in E}, so sei {\displaystyle \theta _{x,y}:E\rightarrow F,\,\theta _{x,y}(z):=x\langle y,z\rangle }. Man bestätigt leicht die Formel {\displaystyle \theta _{x,y}^{*}=\theta _{y,x}} und somit {\displaystyle \theta _{x,y}\in L_{B}(E,F)}. Den von diesen Operatoren erzeugten, abgeschlossenen Unterraum bezeichnet man mit {\displaystyle K_{B}(E,F)} und nennt seine Elemente die kompakten Operatoren von {\displaystyle E} nach {\displaystyle F}, auch wenn es sich im Allgemeinen nicht um kompakte Operatoren im Sinne der Banachraumtheorie handelt. Leicht bestätigt man {\displaystyle T\theta _{x,y}=\theta _{Tx,y}} für ein {\displaystyle T\in L_{B}(F)}, woraus {\displaystyle L_{B}(F)K_{B}(E,F)\subset K_{B}(E,F)} folgt, und ganz ähnlich auch {\displaystyle K_{B}(E,F)L_{B}(E)\subset K_{B}(E,F)}. Damit ist {\displaystyle K_{B}(E)\subset L_{B}(E)} ein zweiseitiges Ideal. Offenbar ist {\displaystyle K_{\mathbb {C} }(H_{\mathbb {C} })} das Ideal der kompakten Operatoren auf {\displaystyle \ell ^{2}}.
Diese Konstruktionen hängen wie folgt zusammen:
Für jede C*-Algebra {\displaystyle B} und jeden Hilbert-{\displaystyle B}-Modul {\displaystyle E} ist {\displaystyle L_{B}(E)} isomorph zur Multiplikatorenalgebra {\displaystyle M(K_{B}(E))}. Insbesondere gibt es einen *-Isomorphismus {\displaystyle L_{B}(H_{B})\cong M(K_{\mathbb {C} }\otimes B)}, der {\displaystyle K_{B}(H_{B})} auf {\displaystyle K_{\mathbb {C} }\otimes B} abbildet.

### Unitäre Äquivalenz
Zwei Hilbert-{\displaystyle B}-Moduln {\displaystyle E} und {\displaystyle F} heißen unitär äquivalent, in Zeichen {\displaystyle E\cong F}, wenn eine bijektive, lineare Abbildung {\displaystyle U\in L_{B}(E,F)} gibt mit {\displaystyle \langle U(x),U(y)\rangle _{F}=\langle x,y\rangle _{E}} für alle {\displaystyle x,y\in E}.

### Innere Tensorprodukte
Es seien {\displaystyle E} ein Hilbert-{\displaystyle B}-Modul, {\displaystyle F} ein Hilbert-{\displaystyle A}-Modul und {\displaystyle \varphi :B\rightarrow L_{B}(F)} ein *-Homomorphismus. Durch die Formel {\displaystyle by:=\varphi (b)(y)} wird {\displaystyle F} zu einem Links-{\displaystyle B}-Modul und man kann daher das algebraische Tensorprodukt {\displaystyle E\otimes _{B}F} bilden, das durch die Definition {\displaystyle (x\otimes _{B}y)a:=x\otimes _{B}ya} zu einem Rechts-{\displaystyle A}-Modul wird. Durch die Formel
{\displaystyle \langle x_{1}\otimes _{B}y_{1},x_{2}\otimes _{B}y_{2}\rangle :=\langle y_{1},\varphi (\langle x_{1},x_{2}\rangle _{E})(y_{2})\rangle _{F}}
erhalten wir mittels linearer Ausdehnung eine Sesquilinearform auf {\displaystyle E\otimes _{B}F}, die alle Regeln aus der Definition des Prä-Hilbert-{\displaystyle A}-Moduls erfüllt bis auf eventuell Punkt 5, das heißt, es kann Vektoren der Länge 0 geben. Indem man den Raum {\displaystyle N:=\{z\in E\otimes _{B}F;\langle z,z\rangle =0\}} der Vektoren der Länge herausdividiert, das heißt zum Faktorraum nach {\displaystyle E\otimes _{B}F/N} übergeht, und anschließend vervollständigt, erhält man einen Hilbert-{\displaystyle A}-Modul, den man mit {\displaystyle E\otimes _{\varphi }F} bezeichnet und das innere Tensorprodukt der Hilbert-C*-Moduln nennt.

### Äußeres Tensorprodukt
Es seien wieder {\displaystyle E} ein Hilbert-{\displaystyle B}-Modul und {\displaystyle F} ein Hilbert-{\displaystyle A}-Modul. Dann ist das algebraische Tensorprodukt {\displaystyle E\otimes _{\mathbb {C} }F} mittels der Definition
{\displaystyle (x\otimes y)\cdot (b\otimes a):=xb\otimes ya,\quad x\in E,y\in F,a\in A,b\in B}
ein Rechts-{\displaystyle B\otimes A}-Modul und man erhält mittels linearer Ausdehnung aus 
{\displaystyle \langle x_{1}\otimes _{\mathbb {C} }y_{1},x_{2}\otimes _{C}y_{2}\rangle :=\langle x_{1},x_{2}\rangle \otimes \langle y_{1},y_{2}\rangle }
eine Sesquilinearform. Ist {\displaystyle B{\hat {\otimes }}A} das räumliche Tensorprodukt der C*-Algebren, so konstruiert man durch Herausdividieren von Vektoren der Länge 0 und durch Ausdehnen auf die Vervollständigungen einen Hilbert-{\displaystyle B{\hat {\otimes }}A}-Modul, den man mit {\displaystyle E{\hat {\otimes }}F} bezeichnet und das äußere Tensorprodukt der Hilbert-C*-Moduln nennt.

### Pushout
Ist {\displaystyle E} ein Hilbert-{\displaystyle B}-Modul und {\displaystyle \varphi :B\rightarrow A} ein surjektiver *-Homomorphismus, so definiere {\displaystyle N_{\varphi }:=\{x\in E;\varphi (\langle x,x\rangle )=0\}}. Ist {\displaystyle q:E\rightarrow E_{\varphi }:=E/N_{\varphi }} die Quotientenabbildung, so wird {\displaystyle E_{\varphi }} durch die Definitionen
{\displaystyle q(x)a:=q(xb)}, wobei {\displaystyle b\in B} mit {\displaystyle \varphi (b)=a}
{\displaystyle \langle q(x),q(y)\rangle :=\varphi (\langle x,y\rangle )},
deren Wohldefiniertheit zu zeigen ist, ein Hilbert-{\displaystyle A}-Modul, den man den Pushout von {\displaystyle E} bzgl. {\displaystyle \varphi } nennt. Man kann zeigen, dass {\displaystyle E_{\varphi }\cong E\otimes _{\varphi }A}, indem man {\displaystyle A} als Unteralgebra von {\displaystyle M(A)\cong L_{B}(A)} auffasst.

## Graduierte Hilbert-C*-Moduln
Besonders für die KK-Theorie werden Hilbert-C*-Algebren mit einer Zusatz-Struktur, einer sogenannten Graduierung, genauer einer {\displaystyle \mathbb {Z} /2}-Graduierung verwendet. Es sei {\displaystyle B} eine graduierte C*-Algebra mit Graduierungsautomorphismus {\displaystyle \alpha :B\rightarrow B}, das heißt, es ist
{\displaystyle \alpha \circ \alpha =\mathrm {id} _{B}}
{\displaystyle B_{0}:=\{b\in B;\alpha (b)=b\}}
{\displaystyle B_{1}:=\{b\in B;\alpha (b)=-b\}}
Dann ist {\displaystyle B=B_{0}\oplus B_{1}} die direkte Summenzerlegung zur {\displaystyle \mathbb {Z} /2}-Graduierung.
Ein graduierter Hilbert-{\displaystyle B}-Modul ist ein Hilbert-{\displaystyle B}-Modul {\displaystyle E} zusammen mit einer linearen Bijektion {\displaystyle S_{E}:E\rightarrow E}, so dass
{\displaystyle S_{E}\circ S_{E}=\mathrm {id} _{E}}
{\displaystyle S_{E}(xb)=S_{E}(x)\alpha (b)} für alle {\displaystyle x\in E,b\in B}
{\displaystyle \langle S_{E}(x),S_{E}(y)\rangle =\alpha (\langle x,y\rangle )} für alle {\displaystyle x,y\in E}
Wieder erhält man eine direkte Summenzerlegung {\displaystyle E=E_{0}\oplus E_{1}}, wobei
{\displaystyle E_{0}:=\{x\in E;S_{E}(x)=x\}}
{\displaystyle E_{1}:=\{x\in E;S_{E}(x)=-x\}}
und es folgt 
{\displaystyle E_{i}B_{j}\subset E_{i+j}} und {\displaystyle \langle E_{i},E_{j}\rangle \subset B_{i+j}} für alle {\displaystyle i,j\in \mathbb {Z} /2=\{0,1\}}.
Durch den Automorphismus {\displaystyle T\mapsto S_{E}TS_{E}^{-1}} erhalten dann auch {\displaystyle L_{B}(E)} und {\displaystyle K_{B}(E)} eine Graduierung.
Graduierte Hilbert-C*-Moduln heißen unitär äquivalent, wenn sie als Hilbert-C*-Moduln unitär äquivalent sind mit einem unitären Operator, der die Graduierung erhält.
Dies verallgemeinert die oben eingeführten Begriffe ohne Graduierung, denn jede C*-Algebra kann mittels {\displaystyle \alpha =\mathrm {id} _{A}} trivial graduiert werden und ebenso jeder Hilbert-{\displaystyle B}-Modul mittels {\displaystyle S_{E}=\mathrm {id} _{E}}.
Um auch {\displaystyle H_{B}} zu graduieren, hat man zwei Möglichkeiten, nämlich
{\displaystyle S(b_{1},b_{2},b_{3},\ldots ):=(\alpha (b_{1}),\alpha (b_{2}),\alpha (b_{3}),\ldots )} und
{\displaystyle -S(b_{1},b_{2},b_{3},\ldots )=(-\alpha (b_{1}),-\alpha (b_{2}),-\alpha (b_{3}),\ldots )}.
Wir definieren daher
{\displaystyle {\hat {H}}_{B}:=H_{B}\oplus H_{B}} mit der Graduierung {\displaystyle S\oplus -S}.
Die oben angeführten Konstruktionen lassen sich auch für graduierte Hilbert-C*-Moduln definieren, wobei das graduierte Tensorprodukt zu nehmen ist und alle auftretenden Morphismen mit den Graduierungen verträglich sein müssen. Die hiermit zusammenhängenden Einzelheiten sind sehr technisch und werden hier übergangen.

## Stabilisierungssatz von Kasparow
Für die KK-Theorie erweist sich der sogenannte Stabilisierungssatz von Kasparow als wichtig. Dieser Satz gilt für graduierte und nicht-graduierte Hilbert-C*-Moduln, er sagt aus, dass {\displaystyle H_{B}} bereits alle abzählbar erzeugten Hilbert-C*-Moduln als direkte Summanden enthält, und analog für graduierte Moduln. Es gilt sogar etwas mehr:
- Ist {\displaystyle E} ein abzählbar erzeugter Hilbert-{\displaystyle B}-Modul über einer C*-Algebra {\displaystyle B}, so ist {\displaystyle E\oplus H_{B}\cong H_{B}}.
- Ist {\displaystyle E} ein abzählbar erzeugter, graduierter Hilbert-{\displaystyle B}-Modul über einer graduierten C*-Algebra {\displaystyle B}, so ist {\displaystyle E\oplus {\hat {H}}_{B}\cong {\hat {H}}_{B}}.